# Abborrsjöns naturreservat
Abborrsjöns naturreservat är ett naturreservat i Finspångs kommun i Östergötlands län.
Området är naturskyddat sedan 2019 och är 14 hektar stort. Reservatet ligger söder om Abborrsjön. Reservatet består av tallskog med myrmarker och tallrismossar.